# Saint-Quentin-la-Poterie
Pour les articles homonymes, voir Saint-Quentin (homonymie).
Saint-Quentin-la-Poterie est une commune française située dans l'est du département du Gard, en région Occitanie.
Exposée à un climat méditerranéen, elle est drainée par l'Alzon et par divers autres petits cours d'eau. Incluse dans les gorges du Gardon, la commune possède un patrimoine naturel remarquable composé d'une zone naturelle d'intérêt écologique, faunistique et floristique.
Saint-Quentin-la-Poterie est une commune rurale qui compte 3 110 habitants en 2022, après avoir connu une forte hausse de la population depuis 1962. Elle est ville-centre de l'unité urbaine de Saint-Quentin-la-Poterie et fait partie de l'aire d'attraction d'Uzès. Ses habitants sont appelés les Saint-Quentinois ou Saint-Quentinoises.
Le patrimoine architectural de la commune comprend un immeuble protégé au titre des monuments historiques : le château de Moulin-Neuf, inscrit en 2007.
Comme son nom l'indique, la commune tire son histoire de la poterie, plus de 20 artisans, potiers, céramistes et sculpteurs jalonnent les rues du cœur de la ville.

## Géographie

### Localisation
Saint-Quentin-la-Poterie est un petit village pittoresque. Il tient son nom d'un martyr de Picardie, Quentin de Vermand et du grand nombre de potiers présents sur place. Ce village fait partie de la région historique de l'Uzège (environs d'Uzès).
Le territoire de la commune est limitrophe de ceux de huit communes.
Les communes limitrophes sont La Bastide-d'Engras, La Bruguière, Fontarèches, Saint-Laurent-la-Vernède, Saint-Siffret, Saint-Victor-des-Oules, Uzès et Vallabrix.

### Hydrographie
Le territoire de la commune est situé dans le Bassin Rhône-Méditerranée-Corse.
Il est drainé par trois cours d'eau :
- L'Alzon, d'une longueur de 23,66 km, qui prend sa source dans la commune de La Capelle-et-Masmolène et se jette dans le Gardon (ou Gard) au niveau de la commune de Collias[1].

L'Alzon a deux affluents qui irriguent la commune :
- Les Rosselles, d'une longueur de 2,89 km, qui prend sa source dans la commune d'Uzès et se jette dans L'Alzon au niveau de la commune d'Uzès[2] ;
- Le Valadas, d'une longueur de 2,59 km, qui prend sa source dans la commune de Vallabrix et se jette dans L'Alzon au niveau de la commune[3].

### Climat
Pour des articles plus généraux, voir Climat de l'Occitanie et Climat du Gard.
En 2010, le climat de la commune est de type climat méditerranéen altéré, selon une étude s'appuyant sur une série de données couvrant la période 1971-2000. En 2020, Météo-France publie une typologie des climats de la France métropolitaine dans laquelle la commune est exposée à un climat méditerranéen et est dans la région climatique Provence, Languedoc-Roussillon, caractérisée par une pluviométrie faible en été, un très bon ensoleillement (2 600 h/an), un été chaud (21,5 °C), un air très sec en été, sec en toutes saisons, des vents forts (fréquence de 40 à 50 % de vents > 5 m/s) et peu de brouillards.
Pour la période 1971-2000, la température annuelle moyenne est de 14,1 °C, avec une amplitude thermique annuelle de 17,5 °C. Le cumul annuel moyen de précipitations est de 817 mm, avec 5,9 jours de précipitations en janvier et 3,1 jours en juillet. Pour la période 1991-2020, la température moyenne annuelle observée sur la station météorologique la plus proche, située sur la commune d'Uzès à 4 km à vol d'oiseau, est de 14,5 °C et le cumul annuel moyen de précipitations est de 809,4 mm,. Pour l'avenir, les paramètres climatiques de la commune estimés pour 2050 selon différents scénarios d'émission de gaz à effet de serre sont consultables sur un site dédié publié par Météo-France en novembre 2022.

### Milieux naturels et biodiversité

#### Espaces protégés
La protection réglementaire est le mode d’intervention le plus fort pour préserver des espaces naturels remarquables et leur biodiversité associée,.
La commune fait partie de la zone de transition des gorges du Gardon, un territoire d'une superficie de 23 800 ha reconnu réserve de biosphère par l'UNESCO en 2015 pour l'importante biodiversité qui la caractérise, mariant garrigues, plaines agricoles et yeuseraies,.

#### Zones naturelles d'intérêt écologique, faunistique et floristique

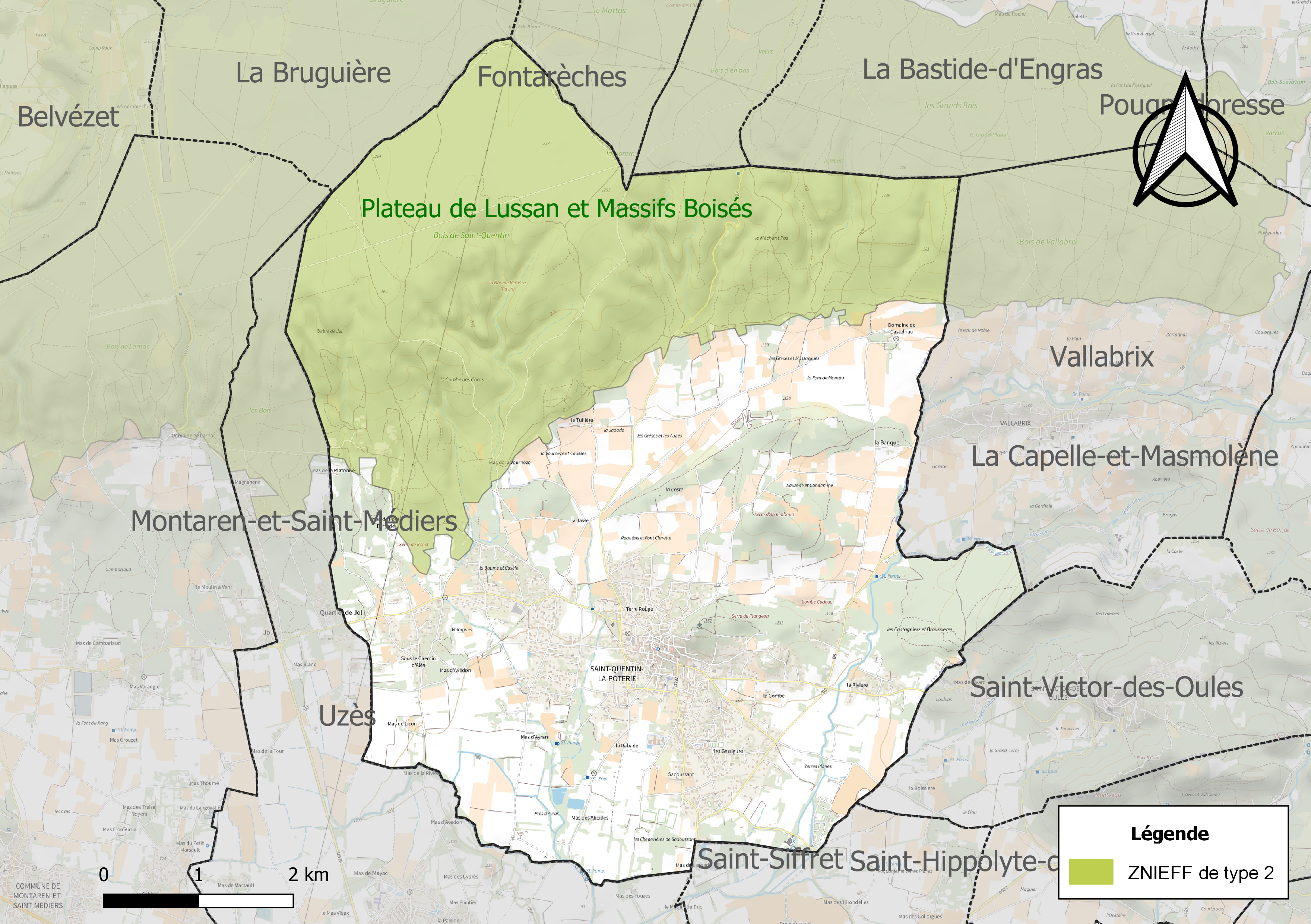
Carte de la ZNIEFF de type 2 localisée sur la commune.

L’inventaire des zones naturelles d'intérêt écologique, faunistique et floristique (ZNIEFF) a pour objectif de réaliser une couverture des zones les plus intéressantes sur le plan écologique, essentiellement dans la perspective d’améliorer la connaissance du patrimoine naturel national et de fournir aux différents décideurs un outil d’aide à la prise en compte de l’environnement dans l’aménagement du territoire.
Une ZNIEFF de type 2 est recensée sur la commune :
le « plateau de Lussan et Massifs Boisés » (37 159 ha), couvrant 40 communes du département.

## Urbanisme

### Typologie
Au 1er janvier 2024, Saint-Quentin-la-Poterie est catégorisée bourg rural, selon la nouvelle grille communale de densité à sept niveaux définie par l'Insee en 2022.
Elle appartient à l'unité urbaine de Saint-Quentin-la-Poterie, une agglomération intra-départementale regroupant deux  communes, dont elle est ville-centre,,. Par ailleurs la commune fait partie de l'aire d'attraction d'Uzès, dont elle est une commune de la couronne,. Cette aire, qui regroupe 18 communes, est catégorisée dans les aires de moins de 50 000 habitants,.

### Occupation des sols
L'occupation des sols de la commune, telle qu'elle ressort de la base de données européenne d’occupation biophysique des sols Corine Land Cover (CLC), est marquée par l'importance des forêts et milieux semi-naturels (51,4 % en 2018), une proportion sensiblement équivalente à celle de 1990 (51,2 %). La répartition détaillée en 2018 est la suivante : 
forêts (46,8 %), zones agricoles hétérogènes (22,7 %), cultures permanentes (12,6 %), zones urbanisées (9,6 %), milieux à végétation arbustive et/ou herbacée (4,6 %), terres arables (3,7 %). L'évolution de l’occupation des sols de la commune et de ses infrastructures peut être observée sur les différentes représentations cartographiques du territoire : la carte de Cassini (XVIIIe siècle), la carte d'état-major (1820-1866) et les cartes ou photos aériennes de l'IGN pour la période actuelle (1950 à aujourd'hui).

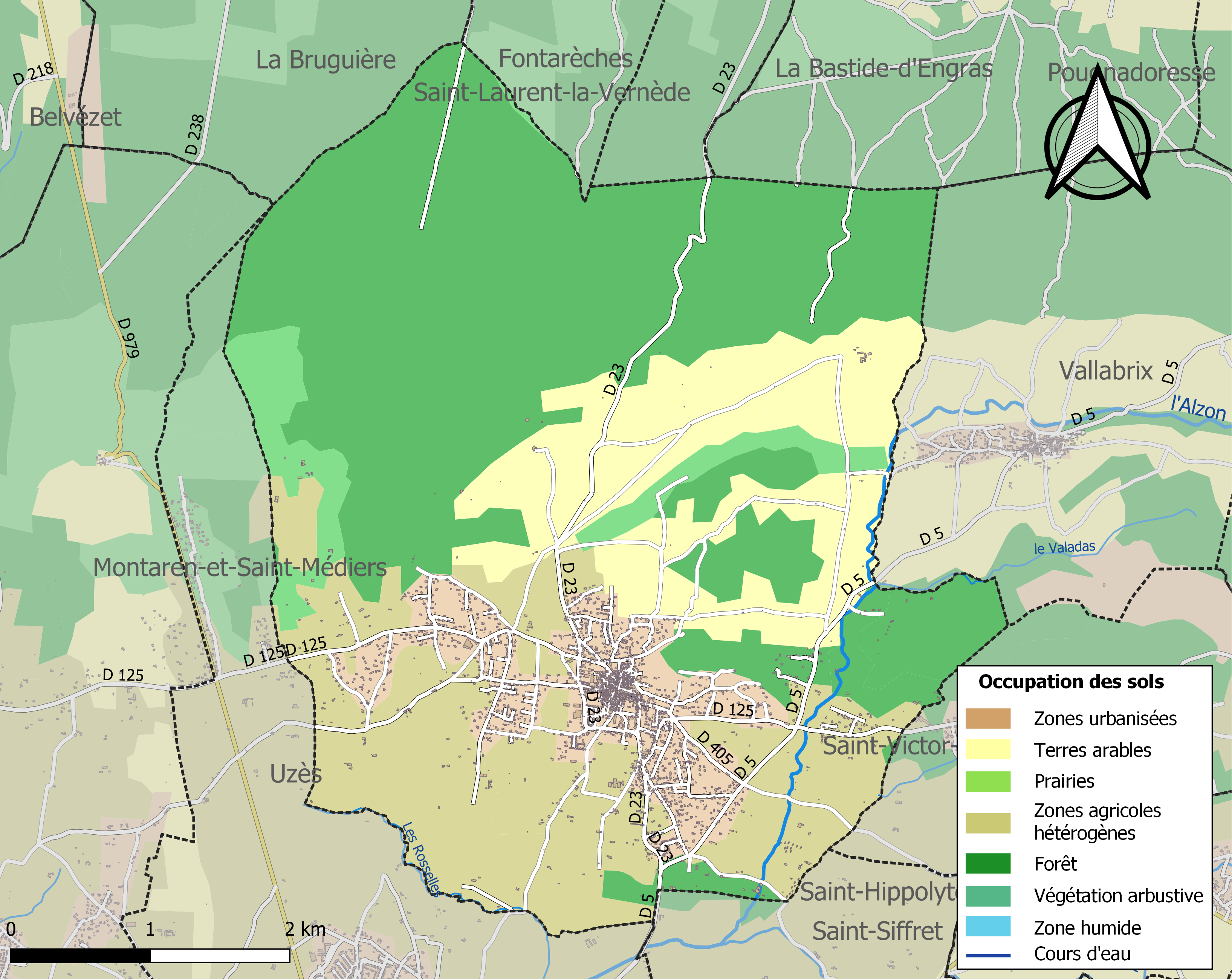
Carte des infrastructures et de l'occupation des sols de la commune en 2018 (CLC).

### Risques naturels et technologiques
Le territoire de la commune de Saint-Quentin-la-Poterie est vulnérable à différents aléas naturels : météorologiques (tempête, orage, neige, grand froid, canicule ou sécheresse), inondations, feux de forêts, mouvements de terrains et séisme (sismicité modérée). Il est également exposé à un risque particulier : le risque de radon. Un site publié par le BRGM permet d'évaluer simplement et rapidement les risques d'un bien localisé soit par son adresse soit par le numéro de sa parcelle.

#### Risques naturels
Certaines parties du territoire communal sont susceptibles d’être affectées par le risque d’inondation par débordement de cours d'eau et par une crue torrentielle ou à montée rapide de cours d'eau, notamment l'Alzon. La commune a été reconnue en état de catastrophe naturelle au titre des dommages causés par les inondations et coulées de boue survenues en 1982, 1983, 1996, 1997, 1998, 2002, 2008 et 2014,.

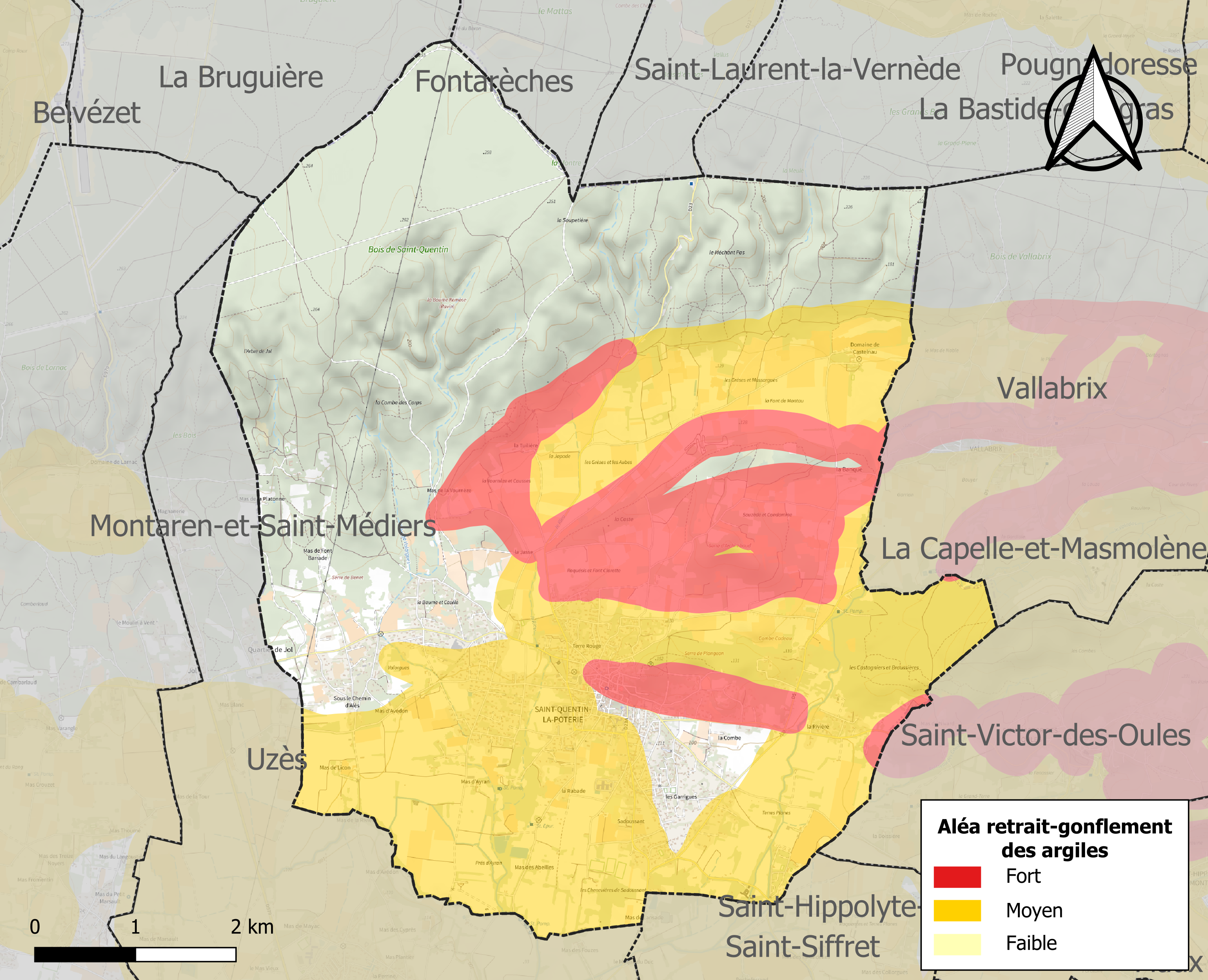
Carte des zones d'aléa retrait-gonflement des sols argileux de Saint-Quentin-la-Poterie.

La commune est vulnérable au risque de mouvements de terrains constitué principalement du retrait-gonflement des sols argileux. Cet aléa est susceptible d'engendrer des dommages importants aux bâtiments en cas d’alternance de périodes de sécheresse et de pluie. 53,9 % de la superficie communale est en aléa moyen ou fort (67,5 % au niveau départemental et 48,5 % au niveau national). Sur les 1 584 bâtiments dénombrés sur la commune en 2019, 1135 sont en aléa moyen ou fort, soit 72 %, à comparer aux 90 % au niveau départemental et 54 % au niveau national. Une cartographie de l'exposition du territoire national au retrait gonflement des sols argileux est disponible sur le site du BRGM,.
Par ailleurs, afin de mieux appréhender le risque d’affaissement de terrain, l'inventaire national des cavités souterraines permet de localiser celles situées sur la commune.
Concernant les mouvements de terrains, la commune a été reconnue en état de catastrophe naturelle au titre des dommages causés par la sécheresse en 2017 et par des mouvements de terrain en 1983.

#### Risque particulier
Dans plusieurs parties du territoire national, le radon, accumulé dans certains logements ou autres locaux, peut constituer une source significative d’exposition de la population aux rayonnements ionisants. Certaines communes du département sont concernées par le risque radon à un niveau plus ou moins élevé. Selon la classification de 2018, la commune de Saint-Quentin-la-Poterie est classée en zone 2, à savoir zone à potentiel radon faible mais sur lesquelles des facteurs géologiques particuliers peuvent faciliter le transfert du radon vers les bâtiments.

## Toponymie

### Attestations anciennes
Le nom de la localité est attesté sous les formes Castrum Sancti-Quintini en 1156 ; Sanctus-Quintinus en 1267 ; Locus de Sancto-Quintino en 1384 ; Saint-Quintin en 1550 ; La seigneurie de Saint-Quintin en 1565 ; Saint-Quentin en 1715 ; Saint-Quentin en 1736 ; Quintin-la-Poterie en 1793, Saint Quentin en 1793 ; Saint-Quentin en 1801 et Saint-Quentin-la-Poterie depuis 1886.

## Histoire
Sur la commune se trouve l'abri de Valorgues, site éponyme du Valorguien, un faciès culturel de la Préhistoire, plus précisément de l'Épipaléolithique.
En 1960, au cours d'une campagne de fouilles dans le cellier pontifical de Châteauneuf-du-Pape, Sylvain Gagnière, exhumait près d'un millier de carreaux en terre cuite réfractaire vernissée du sol primitif. Beaucoup étaient monochromes, verts ou jaunes, parfois brun foncé. En 1963, le même dégageait, au palais des papes d’Avignon, un sol du XIVe siècle encore in situ, dans le studium de Benoît XII, édifié entre 1334 et 1342, et ses fouilles permirent de récupérer une importante collection de carreaux en faïence éparpillés. Leur parenté avec ceux de Châteauneuf était patente.
Ces carrelages provenaient des ateliers de l'Uzège. Ceux-ci sont mentionnés dans les registres Introitus et exitus entre 1317 et 1319 pour 50 000 unités, puis en 1336 pour 34 300. La première commande arriva de Saint-Quentin-la-Poterie. Le décor mêle des motifs végétaux, géométriques et animaliers. Les fonds sont le plus souvent vert et brun (vert et manganèse : vert de cuivre et brun de manganèse). Cette base est complétée parfois par du jaune d'antimoine ou de fer.
Dominique Carru a noté : « Sur certains de ces carreaux, un motif en croix occupe tout l'espace et n'est pas limité par une bordure. Ce décor géométrique ouvert laisse penser que ces carreaux étaient accolés en tapis. Ils ont été utilisés à Châteauneuf-du-Pape, en motif fermé et sans fleurons d'entrecroisement, en association avec des séries monochromes ».
Au cours de la Révolution française, la commune porte provisoirement le nom de Quentin-la-Poterie.
En 1886, le village gardois ajouta "la Poterie" au nom de Saint-Quentin qui est porté par trente-deux autres communes françaises. La décision fut prise par décret signé du président de la République Jules Grévy.
Le préfet du régime de Vichy décide de suspendre le maire, peu favorable au régime : il refusa d’organiser la Légion française des combattants et de vendre des portraits du maréchal Pétain aux écoles privées. Il est remplacé par une délégation spéciale dont le président était Joachim Barthélemy, mineur retraité de tendance nationaliste.

## Politique et administration

### Liste des maires
| Période                                  | Période                   | Identité                        | Étiquette | Qualité |
| ---------------------------------------- | ------------------------- | ------------------------------- | --------- | --- |
| octobre 1867                             | février 1875              | Cyrille Bernard                 |           | |
| Les données manquantes sont à compléter. |                           |                                 |           | |
| août 1901                                | ?                         | Cyrille Bernard                 |           | |
| Les données manquantes sont à compléter. |                           |                                 |           | |
| avant 1924                               | ?                         | Pierre de Cabissole (1887-1964) | Droite    | Propriétaire-viticulteur |
| Les données manquantes sont à compléter. |                           |                                 |           | |
| mars 1983                                | mars 2001                 | Nicole Bouyala                  | PS        | Éditrice, chargée de mission Suppléante du député Georges Benedetti (1981-1986) Suppléante du député Gilbert Baumet (1993-1997) |
| mars 2001                                | mars 2008                 | Pierre de Cabissole (1943-2008) | DVD       | Directeur de banque |
| mars 2008                                | En cours (au 28 mai 2020) | Yvon Bonzi                      | PS        | Cadre Vice-président de la CC Pays d'Uzès (2013 → ), Réélu en 2014 et 2020                                                      |

## Équipements et services publics

### Enseignement
La commune est située dans l'académie de Montpellier et dépend, pour les vacances scolaires, de la zone C.
Elle administre l'école maternelle et l'école élémentaire « Le Grand Jardin ».
Sur le territoire de la commune se trouve également un établissement privé : l'école primaire Sainte Famille gérée par l'organisme de gestion de l'enseignement catholique (OGEC).

### Espaces publics
La commune tire son histoire de la poterie depuis le Moyen Âge, plus de 20 artisans, potiers, céramistes et sculpteurs jalonnent les rues du cœur de la ville. À ce titre, et avec la présence d'autres métiers d'art, la ville est labellisée Ville et Métiers d'Art depuis 1992.

## Démographie

### Démographie

#### Évolution démographique
L'évolution du nombre d'habitants est connue à travers les recensements de la population effectués dans la commune depuis 1793. Pour les communes de moins de 10 000 habitants, une enquête de recensement portant sur toute la population est réalisée tous les cinq ans, les populations de référence des années intermédiaires étant quant à elles estimées par interpolation ou extrapolation. Pour la commune, le premier recensement exhaustif entrant dans le cadre du nouveau dispositif a été réalisé en 2008.

En 2022, la commune comptait 3 110 habitants, en évolution de +2,1 % par rapport à 2016 (Gard : +2,97 %, France hors Mayotte : +2,11 %).
| 1793  | 1800  | 1806  | 1821  | 1831  | 1836  | 1841  | 1846  | 1851  |
| ----- | ----- | ----- | ----- | ----- | ----- | ----- | ----- | ----- |
| 1 571 | 1 711 | 1 785 | 1 837 | 1 994 | 2 060 | 2 115 | 2 318 | 2 393 |

| 1856  | 1861  | 1866  | 1872  | 1876  | 1881  | 1886  | 1891  | 1896  |
| ----- | ----- | ----- | ----- | ----- | ----- | ----- | ----- | ----- |
| 2 341 | 2 334 | 2 313 | 2 274 | 2 179 | 2 044 | 2 032 | 2 022 | 2 009 |

| 1901  | 1906  | 1911  | 1921  | 1926  | 1931  | 1936  | 1946  | 1954  |
| ----- | ----- | ----- | ----- | ----- | ----- | ----- | ----- | ----- |
| 1 896 | 1 806 | 1 709 | 1 523 | 1 402 | 1 348 | 1 247 | 1 203 | 1 269 |

| 1962  | 1968  | 1975  | 1982  | 1990  | 1999  | 2006  | 2008  | 2013  |
| ----- | ----- | ----- | ----- | ----- | ----- | ----- | ----- | ----- |
| 1 349 | 1 356 | 1 510 | 1 753 | 2 290 | 2 731 | 2 869 | 2 914 | 2 955 |

| 2018  | 2022  | - | - | - | - | - | - | - |
| ----- | ----- | - | - | - | - | - | - | - |
| 3 063 | 3 110 | - | - | - | - | - | - | - |

### Manifestations culturelles et festivités
L’office culturel de Saint-Quentin-la-Poterie organise annuellement, en juillet, le « festival Européen des arts de la céramique ». 20 artistes-céramistes européens sont invités à exposer des œuvres surprenantes, au cœur du village.

## Économie

### Revenus
En 2018  (données Insee publiées en septembre 2021), la commune compte 1 368 ménages fiscaux, regroupant 2 909 personnes. La médiane du revenu disponible par unité de consommation est de 20 770 € (20 020 € dans le département). 47 % des ménages fiscaux sont imposés (43,9 % dans le département).

### Emploi
|                | 2008   | 2013  | 2018  |
| -------------- | ------ | ----- | ----- |
| Commune        | 7,6 %  | 9,7 % | 9,5 % |
| Département    | 10,6 % | 12 %  | 12 %  |
| France entière | 8,3 %  | 10 %  | 10 %  |

En 2018, la population âgée de 15 à 64 ans s'élève à 1 694 personnes, parmi lesquelles on compte 72,7 % d'actifs (63,2 % ayant un emploi et 9,5 % de chômeurs) et 27,3 % d'inactifs,. Depuis 2008, le taux de chômage communal (au sens du recensement) des 15-64 ans est inférieur à celui de la France et du département.
La commune fait partie de la couronne de l'aire d'attraction d'Uzès, du fait qu'au moins 15 % des actifs travaillent dans le pôle,. Elle compte 676 emplois en 2018, contre 605 en 2013 et 529 en 2008. Le nombre d'actifs ayant un emploi résidant dans la commune est de 1 107, soit un indicateur de concentration d'emploi de 61,1 % et un taux d'activité parmi les 15 ans ou plus de 48,5 %.
Sur ces 1 107 actifs de 15 ans ou plus ayant un emploi, 380 travaillent dans la commune, soit 34 % des habitants. Pour se rendre au travail, 78,8 % des habitants utilisent un véhicule personnel ou de fonction à quatre roues, 2,3 % les transports en commun, 10 % s'y rendent en deux-roues, à vélo ou à pied et 8,9 % n'ont pas besoin de transport (travail au domicile).

### Activités hors agriculture

#### Secteurs d'activités
358 établissements sont implantés  à Saint-Quentin-la-Poterie au 31 décembre 2019. Le tableau ci-dessous en détaille le nombre par secteur d'activité et compare les ratios avec ceux du département,.
| Secteur d'activité                                                                                        | Commune | Commune | Département |
| Secteur d'activité                                                                                        | Nombre  | %       | %           |
| --- | ------- | ------- | ----------- |
| Ensemble                                                                                                  | 358     | 100 %   | (100 %)     |
| Industrie manufacturière, industries extractives et autres                                                | 46      | 12,8 %  | (7,9 %)     |
| Construction                                                                                              | 59      | 16,5 %  | (15,5 %)    |
| Commerce de gros et de détail, transports, hébergement et restauration                                    | 71      | 19,8 %  | (30 %)      |
| Information et communication                                                                              | 6       | 1,7 %   | (2,2 %)     |
| Activités financières et d'assurance                                                                      | 5       | 1,4 %   | (3 %)       |
| Activités immobilières                                                                                    | 15      | 4,2 %   | (4,1 %)     |
| Activités spécialisées, scientifiques et techniques et activités de services administratifs et de soutien | 62      | 17,3 %  | (14,9 %)    |
| Administration publique, enseignement, santé humaine et action sociale                                    | 50      | 14 %    | (13,5 %)    |
| Autres activités de services                                                                              | 44      | 12,3 %  | (8,8 %)     |

Le secteur du commerce de gros et de détail, des transports, de l'hébergement et de la restauration est prépondérant sur la commune puisqu'il représente 19,8 % du nombre total d'établissements de la commune (71 sur les 358 entreprises implantées  à Saint-Quentin-la-Poterie), contre 30 % au niveau départemental.

#### Entreprises et commerces
Les cinq entreprises ayant leur siège social sur le territoire communal qui génèrent le plus de chiffre d'affaires en 2020 sont : 
- SARL Favand Michel, travaux de plâtrerie (132 k€)
- Optique Saint Quentinoise, commerces de détail d'optique (97 k€)
- Du Haut Menilles, activités des sociétés holding (3 k€)
- Label Ln., autres activités manufacturières n.c.a. (2 k€)
- Vercors Conseil Holding, fonds de placement et entités financières similaires (0 k€)

Il y a un marché de producteurs tous les mardis matin sur la place du marché, ainsi que le grand marché tous les vendredis matin.
Il y a une ancienne usine de briques rouges (cheminée) qui a été rénovée depuis peu (2004).

### Agriculture
La commune est dans les Garrigues, une petite région agricole occupant le centre du département du Gard. En 2020, l'orientation technico-économique de l'agriculture  sur la commune est la culture de fruits ou d'autres cultures permanentes.
|               | 1988 | 2000 | 2010 | 2020 |
| ------------- | ---- | ---- | ---- | ---- |
| Exploitations | 81   | 48   | 41   | 22   |
| SAU (ha)      | 785  | 684  | 986  | 595  |

Le nombre d'exploitations agricoles en activité et ayant leur siège dans la commune est passé de 81 lors du recensement agricole de 1988  à 48 en 2000 puis à 41 en 2010 et enfin à 22 en 2020, soit une baisse de 73 % en 32 ans. Le même mouvement est observé à l'échelle du département qui a perdu pendant cette période 61 % de ses exploitations,. La surface agricole utilisée sur la commune a également diminué, passant de 785 ha en 1988 à 595 ha en 2020. Parallèlement la surface agricole utilisée moyenne par exploitation a augmenté, passant de 10 à 27 ha.

## Culture locale et patrimoine

### Lieux et monuments

#### Monument historique
Sur la commune se trouve un monument historique (également sur commune de Saint-Siffret) :
- le domaine de Moulin Neuf, datant du Moyen Âge. Le moulin et le parc en totalité, ainsi que les façades et toitures du domaine font l’objet d’une inscription partielle au titre des monuments historiques depuis le 25 septembre 2007[45].

#### Autres lieux et monuments
- L'église Saint-Quentin de Saint-Quentin-la-Poterie.
- Le temple de l'Église protestante unie de France de Saint-Quentin-la-Poterie.
- Le monument aux morts.
- Le vieux four à poterie.
- La tour de l'horloge, datant de 1770. Elle est bâtie en pierre de taille et a été construite à l'emplacement d'un pigeonnier. Au XVIIIe siècle, la municipalité tenait ses séances au premier étage, comme l'indique un panneau à l'entrée de la tour.
- Le château de Saint-Quentin-la-Poterie, 14 rue Pasteur. Il appartient entre 1609 et 1675 à François et Claude de Gondin, seigneurs de Saint Quentin. En 1672, cette demeure, la seule appelée château dans le compoix, couvre 66 canes de couvert, soit  264m² et comprend une cour, un jardin, un pigeonnier, et des écuries. Il passe ensuite à la famille de Carrière, qui possède la coseigneurie de Saint Quentin. En 1818, c'est la résidence de M. de Carrière, maire du village, connu pour ses idées légitimistes.
- La coseigneurie de Saint Quentin, 14 rue de la Fontaine, maison seigneuriale appartement à Bonnaventure Deville, coseigneur et plus grand propriétaire du village, en 1672. À cette époque, le moulin à huile est déjà mentionné. Elle passe, ensuite, à la famille Vanel de Lisleroi, comme l'atteste le cadastre de 1818. Elle est aujourd'hui un musée de la poterie méditerranéenne.
- Le château de Jol, chemin de la Platonne. Ancienne métairie du 17eme siècle, appartenant aux Deville, puis transformée en château au 18eme siècle, pour les barons Vanel de Lisleroy. Le domaine est vendu par la marquise de Balincourt, née de Vanel. Le château est appelé mas Platon.
- Le château de Cabissole - XIXe siècle, propriété privée.

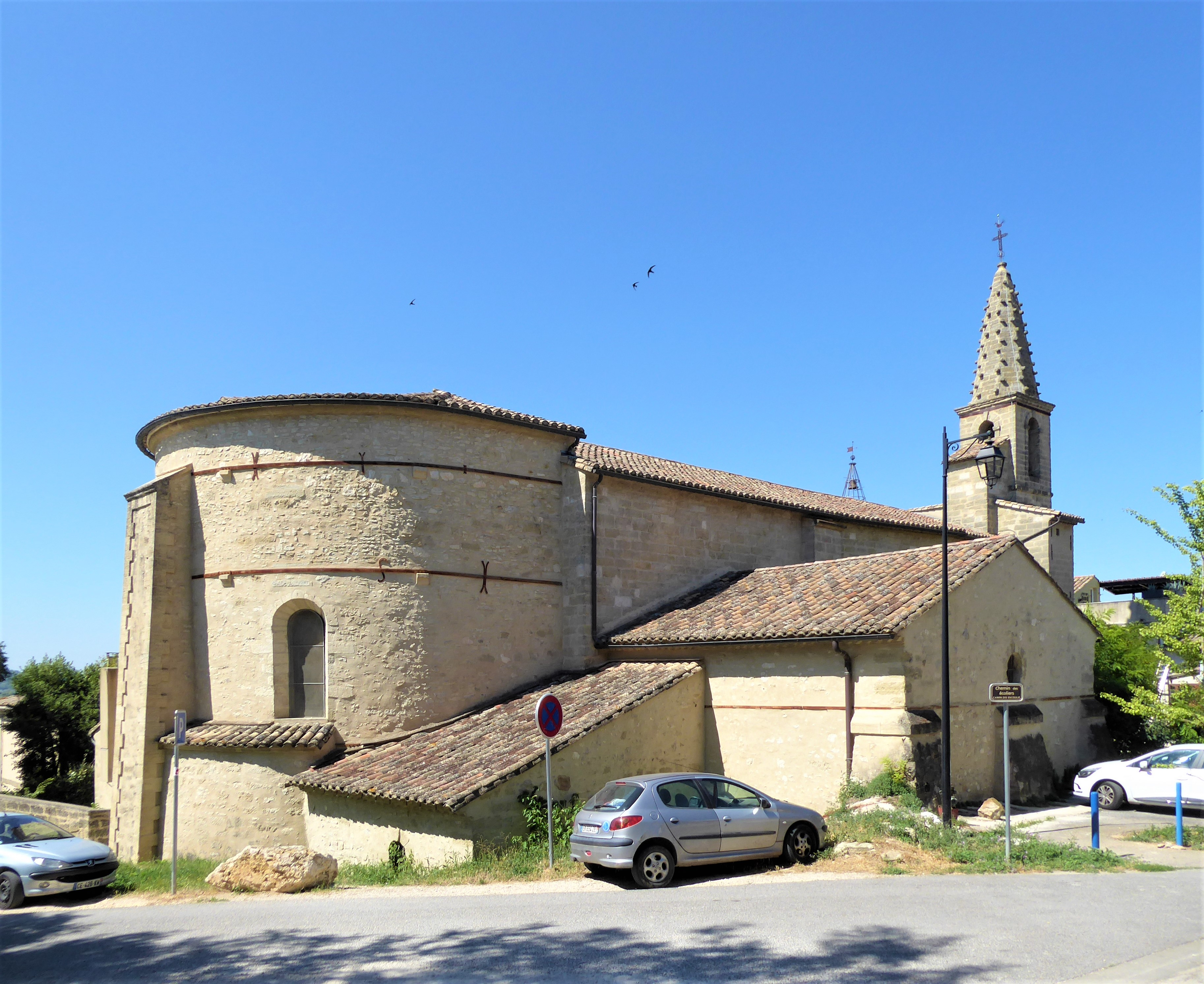
L'église Saint-Quentin de Saint-Quentin-la-Poterie.
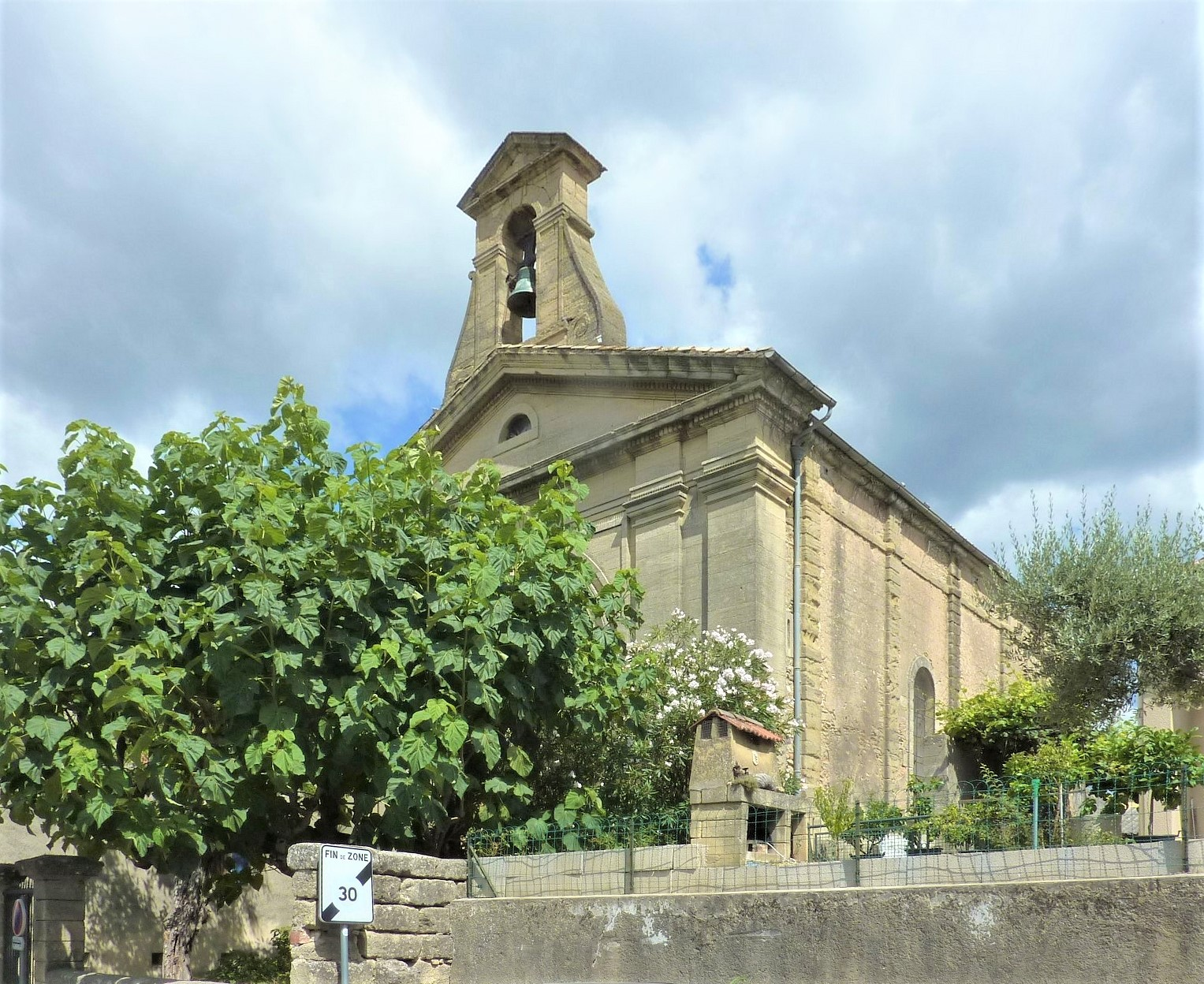
Le temple protestant.
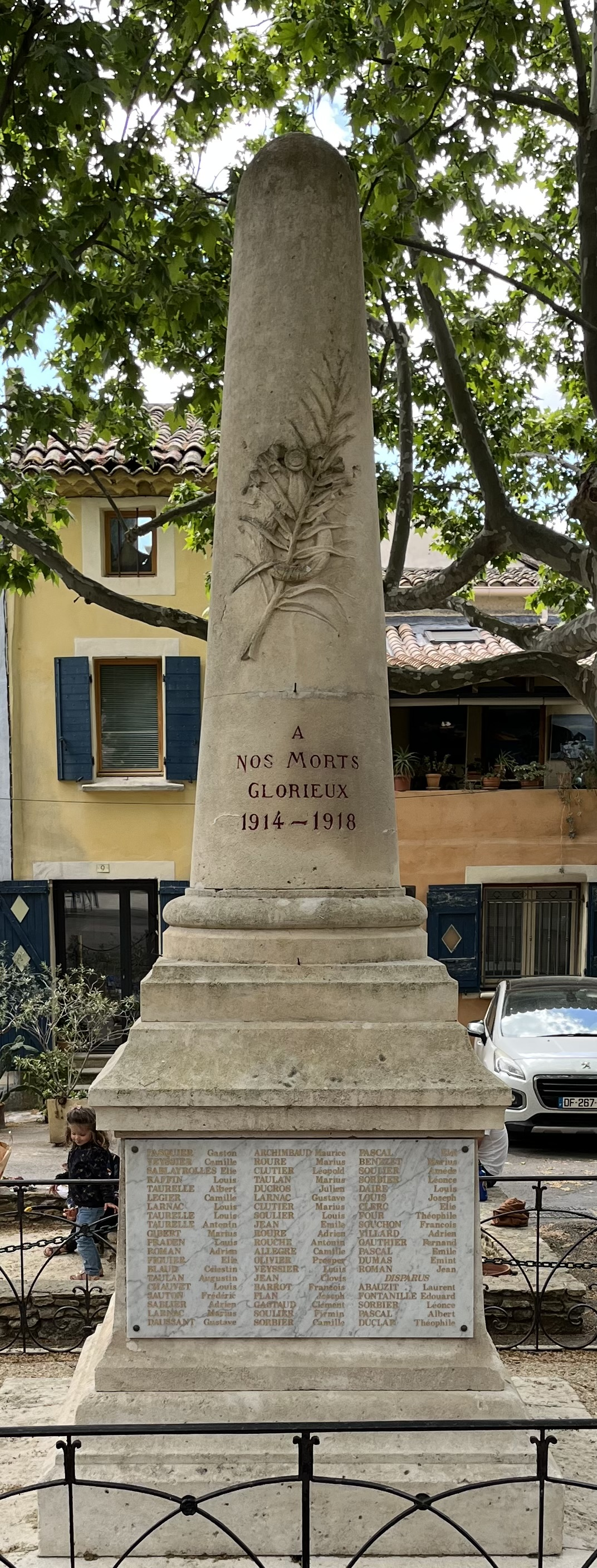
Le monument aux morts.
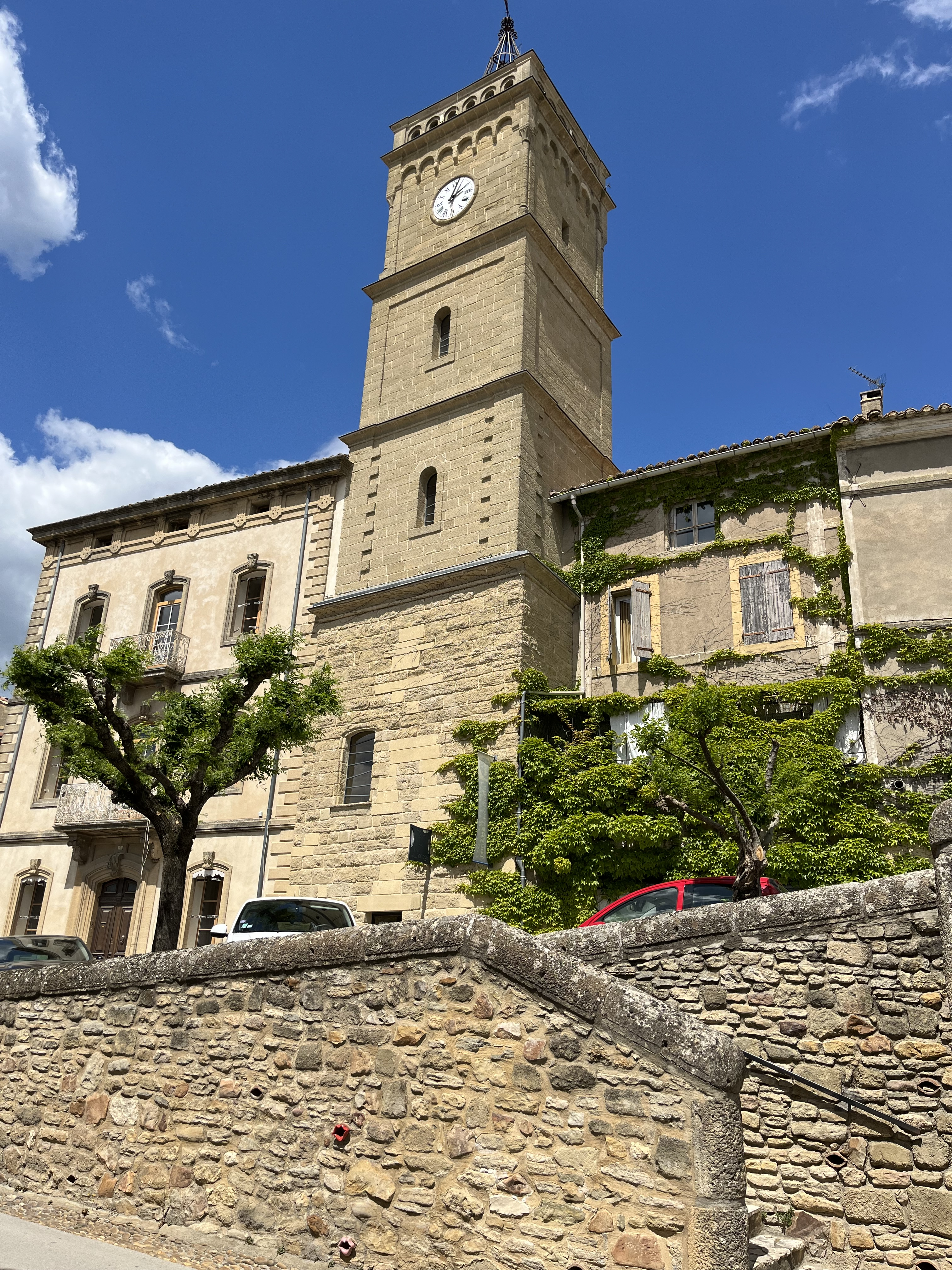
La tour de l'horloge.

### Patrimoine culturel

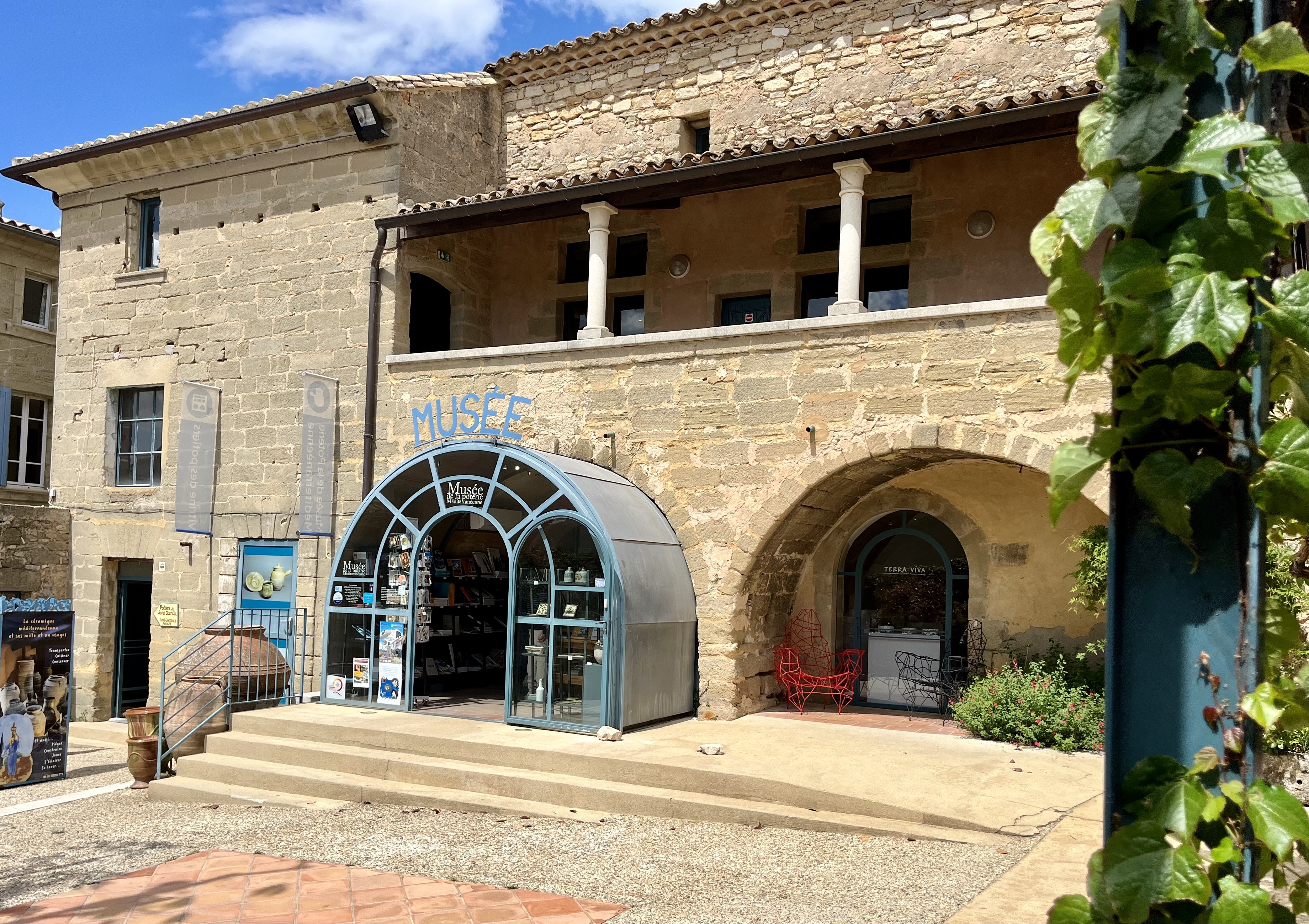
Le musée de la poterie méditerranéenne.
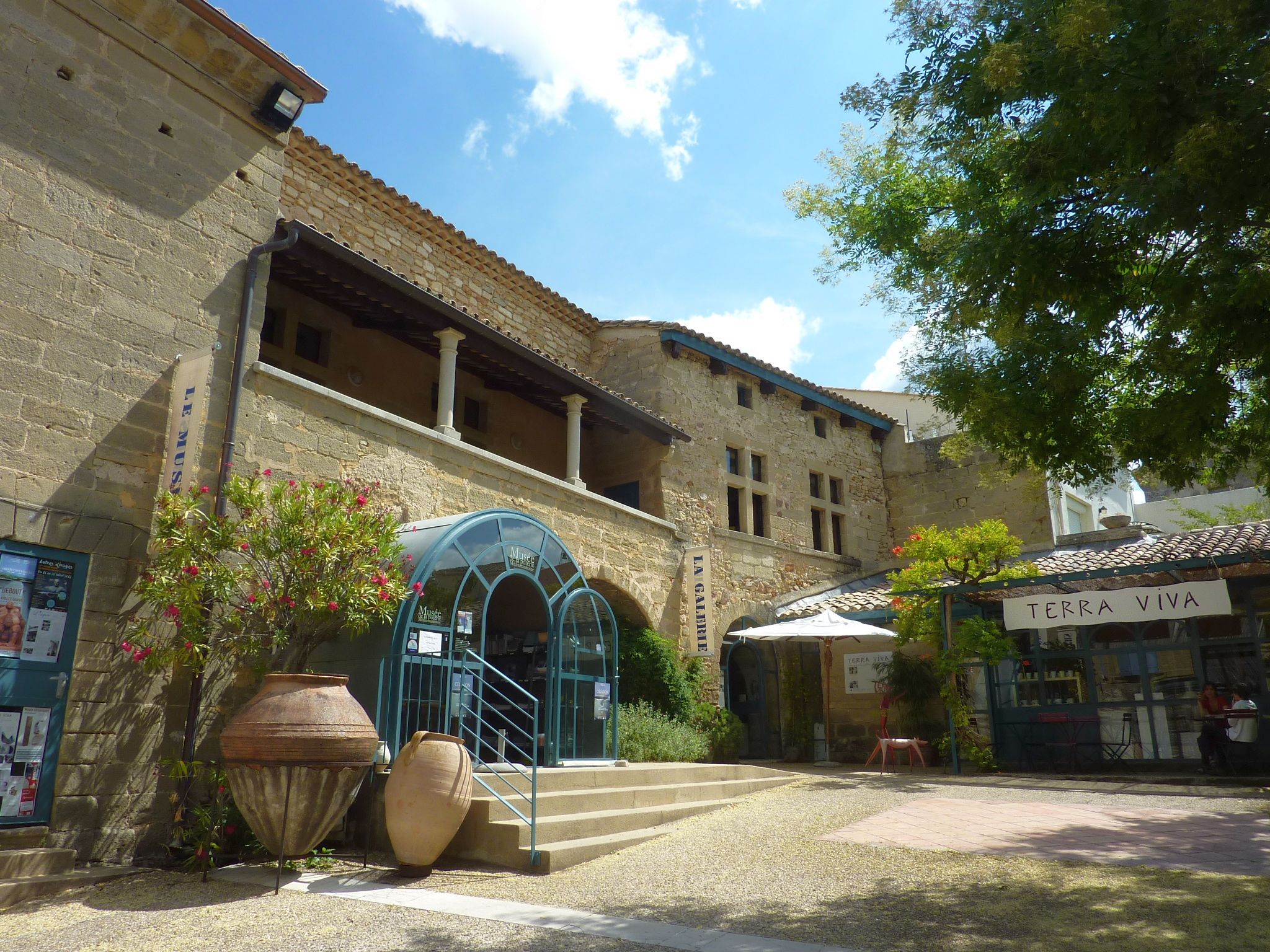
Le musée des Roulottes[46] : Un siècle de roulottes (musée de roulottes historiques de toutes origines).

- Le musée de la poterie méditerranéenne.
- La maison Deville, puis de Lisleroi.

### Personnalités liées à la commune
- Jean Joseph Augustin Sorbier (1774-1809), général français de la Révolution et de l'Empire, né à Saint-Quentin-la-Poterie
- Joseph Monier (1823-1906), natif de Saint-Quentin-La-Poterie, est considéré comme l'inventeur du béton armé
- Vincent Peillon (né en 1960), ministre, y possède une maison

### Héraldique
| Blason de Saint-Quentin-la-Poterie | Blason  | D'or aux sept pipes sortant d'un pot de terre, le tout au naturel. |
| Blason de Saint-Quentin-la-Poterie | Détails | Armes parlantes. Le statut officiel du blason reste à déterminer.  |